# Ренье I (герцог Лотарингии)
Ренье I Длинношеий (Регинар; фр. Régnier au Long Col, нем. Reginhar Langhals; ок. 850 — 25 августа или ноября 915, Мерсен) — граф Маасгау, граф Геннегау (Эно) в 880—898 годах, маркграф (герцог) Лотарингии с 911 года; сын Гизельберта, графа в Маасгау, и Ирменгарды, дочери императора Лотаря I, родоначальник династии Регинаридов.

## Биография

### Правление
Впервые Ренье упоминается в 877 году, когда он вместе с отцом принял участие в экспедиции Карла II Лысого в Италию.
Он имел многочисленные владения, рассеянные в Арденнах, Геннегау, Хаспенгау, Брабанте и вдоль нижнего течения Мааса, он был светским аббатом нескольких богатых монастырей (в том числе, Эхтернахского аббатства и монастыря Ставло).
В 895 году король Восточно-франкского королевства Арнульф восстановил Лотарингское королевство, отдав его своему незаконному сыну Цвентибольду. Ренье стал его главным советником. Однако к 898 году он впал в немилость к Цвентибольду, который лишил его Эно. В результате Ренье возглавил восстание лотарингской знати против короля. В результате Цвентибольд был убит в одном из сражений 13 августа 900 года.
Фактическим правителем Лотарингии стал Ренье Длинношеий. Не имея никаких наследственных прав, он пользовался в Лотарингии почти неограниченной властью. Хронисты называли его «missus» (государев посланник), «dux» (герцог), «marchio» (маркграф). Король Германии Людовик IV Дитя, к которому перешла Лотарингия ввиду отсутствия у Цвентибольда детей, попытался противопоставить Ренье епископов и франконского графа Гебхарда (умер в 910), которому он в 903 году дал титул герцога Лотарингии, но безуспешно. После смерти Людовика IV Ренье отказался признать нового короля, Конрада Франконского и присягнул в 911 году королю Франции Карлу III Простоватому. Карл принял на себя владение Лотарингией, но оставил ей независимость. Ренье он даровал титул «маркиз Лотарингии».

### Семья
Жена: Эрсинда (Альберада) (умерла после 916)
- Гизельберт (умер в 939), граф Маасгау, герцог Лотарингии с 925 года
- Ренье II (умер до 932/940), граф Эно (Геннегау) с 925 года
- дочь[2]; муж: Беренгер (умер в 924/946), граф Намюра.

Историк Эдуард Главичка предположил, что Ренье до Эрсинды мог быть женат ещё один раз — на Ирментруде (ок. 875/878 — ?), дочери короля Западно-Франкского королевства Людовика II Заики от второго брака с Аделаидой Парижской. Этим браком, который Главичка относит к периоду около 888 года, он объясняет хорошие отношения Ренье с королём Карлом III Простоватым, братом Ирментруды. Кроме того, у потомков Ирментруды появляются имена, характерные для Регинаридов. В то же время Ренье приходился по матери троюродным братом Ирментруде, и, следовательно, такой брак считался неканоническим. Кроме того, некоторые исследователи считают, что Кунигунда, дочь Ирментруды, третьим браком вышла замуж за герцога Лотарингии Гизельберта, сына Ренье от брака с Эрсиндой, что противоречит гипотезе Главички. Однако третий брак Кунигунды и Гизельберта документально не зафиксирован.
От этого предположительного брака могла родиться одна дочь:
- Кунигунда (ок. 888/895 — после 923); 1-й муж: с 907/910 года — Вигерих (ок. 870 — ок. 916/919), граф в Трире в 899/902 годах, граф в Бидгау в 902/909 годах, граф в Арденненгау, пфальцграф Лотарингии с 915/916 года; 2-й муж: с ок. 916/919 — Риквин (умер в 923), граф Вердена.